# Самба (танец)

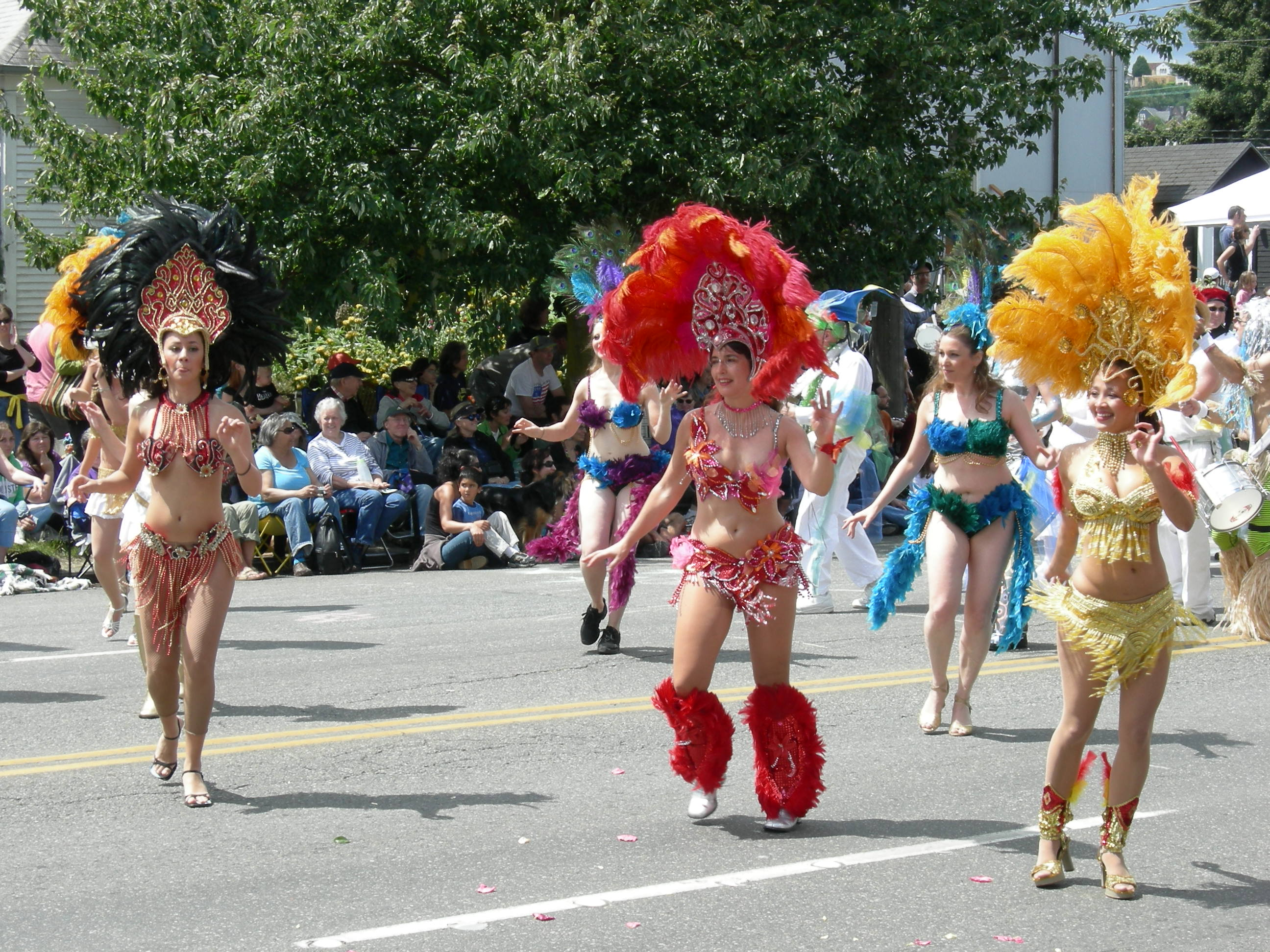
Исполнение карнавальной самбы

Са́мба (порт. samba) — бразильский танец, символ национальной идентичности бразильцев. Не путать с аргентинской самбой.
Танец обрёл мировую известность благодаря бразильским карнавалам. Одна из разновидностей самбы вошла в обязательную пятёрку латиноамериканской программы бальных танцев. Исполняется в темпе 50-52 такта в минуту, в размере 2/4 или 4/4.
В русском языке слово самба женского рода, а в португальском — мужского.

## История

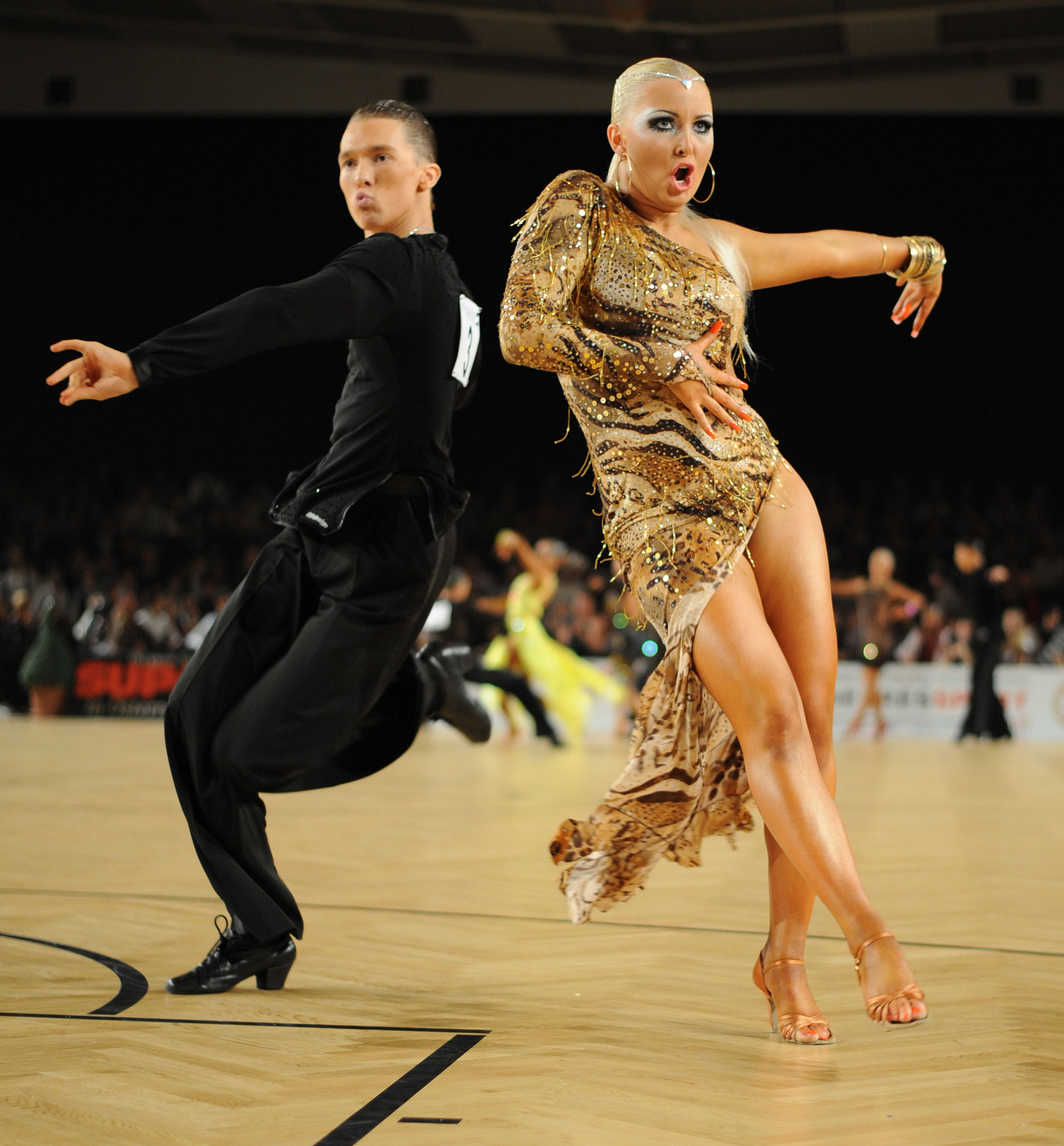
Самба (танец)

Самба — бразильский танец, история которого уходит корнями в штат Баия. 
Со временем появились первые школы самбы и группы любителей танцев (порт. blocos — «блоки»), обычно в количестве до пятидесяти человек, которые проходили парадами по улицам.
Первые бразильские карнавалы появились в 1920—1930-х годах. На сегодня они стали традиционными не только для Рио-де-Жанейро, но и для других крупных городов. Карнавал давно превратился в соревнования, на которых разные школы самбы соревнуются за звание «Лучшей школы самбы».
«Бразильцы так полюбили самбу, что она стала их национальной музыкой. А Рио — центром самых разных направлений самбы. Здесь действует множество школ самбы, здесь живёт его народный вариант — самба бразильских трущоб», — говорит  бразильский автор-исполнитель, обладатель почётного звания «Артист Мира» Жильберту Жил.

## Разновидности танца самба
Самба де рода (Samba de roda — круговая самба или самба в кругу) импровизированный афробразильский танец штата Баия. Наиболее древний и аутентичный вид самбы, от которого зародилась городская самба кариока. В Баие, как правило, мужчины исполняют музыкальный аккомпанемент, а женщины поют и хлопают в ладоши. Согласно традиции эти исполнители составляют круг, в котором обычно танцует только одна или реже две женщины. Мужчины редко входят в круг для исполнения танца. Капоэйристы также играют капоэйру в кругу (порт. roda), которая часто заканчивается танцем самбой де рода c их участием.
Самба ну пэ (Samba no pé — самба на ступнях) — движения этого танца используют танцовщицы (passistas), которые едут на специальном красочном фургоне при прохождении школ самбы на карнавалах. В этом случае это один из видов карнавальной самбы — сольный танец в исполнении женщин. Может исполняться на танцплощадке как парный танец без поддержки, т. е. партнёры держатся на расстоянии.
Пагоде (Pagode) напоминает самбу де гафиейра, но не содержит акробатических движений, исполняется парами при близком расположении партнёров друг к другу.
Самба Ашэ (Samba Axé) танец исполняется соло или большими группами. Форма самбы, которая смешивает элементы самбы ну пэ и аэробики, обыгрывает шутливые тексты песен.
Самба рэггей (Samba Reggae) зародилась в бразильском штате Баия. Очень распространенная версия самбы, которая исполняется под музыку регги.
Самба де гафиейра (Samba de Gafieira) — парный социальный танец, который объединяет в себе элементы машише, известного ранее под названием «бразильское танго», аргентинского танго, вальса. На показательных шоу танец исполняется с акробатическими движениями, заимствованными из рок-н-ролла.

Самба де гафиейра. Основные па ведущего партнёра

Название стиля произошло от бразильского слова гафиейра, обозначающего танцевальную площадку. В Бразилии самба де гафиейра считается бальным или точнее салонным танцем (dança de salão), но совершенно отличается от спортивной международной самбы. 
Поразительное отличие двух вариантов связано с тем, что самба де гафиейра произошла от машише напрямую. Бальный танец самба (международный стандарт) формировался в Европе и США на основе облагороженного и лишённого вызывающей эротичности машише. Такой танец был представлен в 1909 году в Париже парой бразильских танцоров Дуке (бразильское произношение: Duque — Antonio Lopes de Amorim Diniz, 1884—1853) и Марией Лина (Maria Lina). Дуке создал собственную хореографию машише, которой обучал с 1914 года в открытой им школе танцев в Париже. 
В настоящее время предпринимаются шаги по стандартизации самбы де гафиейра с целью принятия её в обязательную латиноамериканскую программу бальных танцев (International Latin). Стандартные фигуры самбы де гафиейра приводит бразильский исследователь салонных танцев Марку Антониу Перна.
Национальная ассоциация салонного танца (Associação Nacional de Dança de Salão, ANDANÇAS) возникла в Бразилии в 2003 году.
Бальный танец самба (порт. Samba internacional, англ. International Ballroom Samba) в настоящее время относится к парным бальным танцам (СБТ) и обязателен для исполнения в латиноамериканской программе.

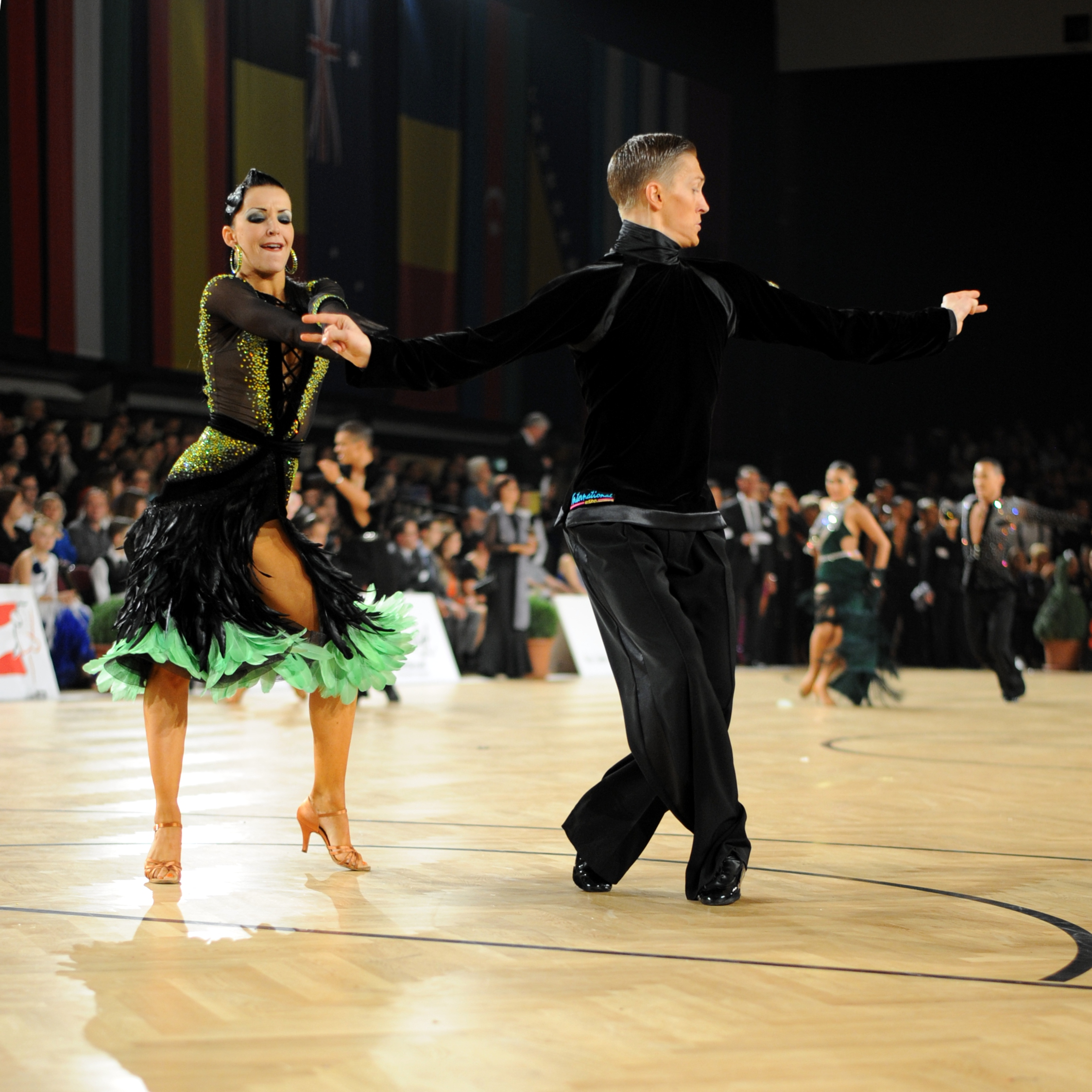
Самба на Чемпионате Мира 2012, латиноамериканская программа, Вена

Для бального танца самба характерны частая смена положений партнёров, подвижность бёдер и общий экспрессивный характер. Танцевальные движения характеризуются быстрым перемещением веса тела посредством сгибания и выпрямления колен. Основная тактовая схема хореографии: a-slow, slow, a-slow, slow. Также счет может быть как быстрым, так и медленным. Некоторые типичные па танцоров: бота фогу (от названия района Рио-де-Жанейро Botafogo), корта джака (corta jaca), поворот (volta), быстрое движение (whisk) и скрещивание (cruzado).
Бальный танец самба возник в результате взаимного влияния двух культурных традиций: африканских ритуальных танцев чернокожих рабов, прибывавших в Бразилию из Конго, Анголы и Мозамбика, и европейских танцев (вальс, полька), привнесёнными португальцами. Самба также испытала воздействие бразильского танца шоте (порт.  xote, xótis), развившегося из шотландской польки в её немецком варианте. Бразильский шоте не следует путать с экосезом. До контакта с европейской культурой у африканцев не было парных танцев.
Энциклопедия Британника отмечает, что данный стиль парного танца имеет бразильское происхождение. Этот вид самбы стал популярным в США и Западной Европе в конце 40-х годов XX века. Многие движения танцоров были заимствованы из матчиша («бразильское танго»). Партнёры могут разрывать пару и исполнять некоторые танцевальные движения на значительном расстоянии друг от друга.
В Европе вплоть до 1914 года бальный танец самба не был известен, поскольку в моде был матчиш, считавшийся бразильским танцем, а в Бразилии до начала 30-х годов XX века в городской среде самба существовала в симбиозе с машише, который был в большой моде в Бразилии в 1870—1914 годах: самба-машише (samba-maxixe).
Машише запрещался из-за эротических движений танцоров. Следует отметить, что сексуальная откровенность и экспрессия машише также свойственна ангольскому танцу таррашинья (tarraxinha), который произошёл от медленной ангольской сембы и считается разновидностью кизомбы, а во всех этих танцах присутствует характерное древнее ритуальное движение — умбигада. Такая явная параллель предоставляет несомненные основания для предположения о едином истоке ангольской сембы и бразильской самбы.
Несмотря на то, что этот бальный танец называется самбой и происходит от бразильских танцев, в Бразилии он носит название «международная самба» (порт. o samba internacional), не считается типично бразильским и мало известен в стране. Костюмы танцоров, музыкальное сопровождение и стиль исполнения международной самбы имеют мало общего с самбой де гафиейра, которая является популярным бальным танцем в Бразилии.
Движения современного бального танца самба главным образом основываются на па, заимствованных из машише, и не всегда исполняются в ритме самбы, поскольку часто сопровождаются музыкой фламенко, ча-ча-ча и сальсы.
Сравнительно с другими латиноамериканскими бальными танцами парная спортивная самба в своей эволюции в наибольшей мере отдалилась от истоков, давших ей своё название, и за пределами Бразилии может называться «бразильский вальс» (Brazilian Waltz).

## Ритм самбы
Для самбы, как и для других видов афроамериканских музыки и танцев, характерно использование широкого набора ударных инструментов для создания ритмического рисунка , куда входят большой барабан, малый барабан, агого, куика, бонго, реку-реку, пандейру, тамбурин, треугольник и др. Многие виды барабанов (куика, агого, реку-реку и пр.) — африканского происхождения.